# Raúl López del Castillo
Raúl López del Castillo (1893 em Cuba - 24 de julho de 1963 em Miami, Flórida, EUA) foi um advogado cubano e funcionário do governo.
Lopez foi o primeiro-ministro de Cuba de 1946 a 1948 durante a presidência de Ramon Grau. Anteriormente, ele atuou como subsecretário do Tesouro (1944–1946).
Ele escreveu vários livros de direito em inglês e espanhol.